# Фо Корнерс (Мериленд)
Фо Корнерс (енгл. Four Corners) насељено је место без административног статуса у америчкој савезној држави Мериленд.

## Демографија
По попису из 2010. године број становника је 7.945.
| Група             | 2000.    | 2010.         |
| Белци             | 0 (0,0%) | 4.952 (62,3%) |
| Афроамериканци    | 0 (0,0%) | 977 (12,3%)   |
| Азијати           | 0 (0,0%) | 463 (5,8%)    |
| Хиспаноамериканци | 0 (0,0%) | 1.364 (17,2%) |
| Укупно            | 0        | 7.945         |